# A Biting Business
A Biting Business è un cortometraggio muto del 1911 diretto da Thomas H. Ince.

## Produzione
Il film fu prodotto dall'Independent Moving Pictures Co. of America (IMP).

## Distribuzione
Il film - un cortometraggio in una bobina - uscì nelle sale statunitensi il 23 ottobre 1911, distribuito dalla Motion Picture Distributors and Sales Company.